# Marie Popelin
Marie Popelin (Schaerbeek, 1846 – Ixelles, 1913) è stata un'avvocata, insegnante e attivista belga.
Fu tra le pioniere del femminismo in Belgio e la prima donna del paese a conseguire un dottorato in giurisprudenza.

## Biografia

Moneta commemorativa raffigurante Isala van Diest e Marie Popelin, 2011.

Nata da una famiglia borghese nell'odierna regione di Bruxelles-Capitale, lavorò per molti anni come insegnante. Si concentrò soprattutto sull'educazione femminile, collaborando con l'educatrice femminista Isabelle Gatti de Gamond.
Quando, nel 1882, fu sollevata dal suo incarico di amministratrice presso la scuola di Laken, decise di iscriversi alla facoltà di giurisprudenza della Libera Università di Bruxelles, presso la quale conseguì il dottorato in legge nel 1888. Una volta ottenuto il titolo, Popelin presentò domanda per entrare nell'ordine degli avvocati del Belgio, ma la sua richiesta fu rifiutata dando il via al cosiddetto Affaire Popelin, che ebbe un grande rilievo nella stampa del tempo.
Nel 1892 fondò, insieme al suo avvocato Louis Frank, la prima organizzazione femminista del Belgio, la Ligue belge du droits des femmes. La Lega era composta sia da donne che da uomini e seguiva un'agenda politica moderata, scegliendo di occuparsi di redigere petizioni e proposte di legge più che di portare avanti strategie  militanti. Ulteriore indice della direzione moderata dell'organizzazione, fu la scelta di privilegiare la causa dell'uguaglianza civile invece di quella del suffragismo. La Lega organizzò due conferenze femministe internazionali, nel 1897 e nel 1912, e riuscì a ottenere diversi successi negli anni precedenti la prima guerra mondiale, tra i quali alcuni diritti di proprietà per le donne sposate. 
Nel 1905, Popelin fondò il Conseil National de Femmes Belges, con l'intento di coinvolgere tutte le realtà femministe del tempo in un'unica organizzazione. Tuttavia, le associazioni cattoliche e socialiste rifiutarono di aderire e molte delle attività del Consiglio combaciarono con quelle della Lega. . Marie rimase attiva nel Consiglio fino alla sua morte, nel 1913. 
Nel 2011 il governo belga le dedicò una  moneta commemorativa da 2 euro per il centenario della giornata internazionale della donna, nella quale appariva insieme a Isala Van Diest, la prima donna medica del paese.